# Alcántara (estación)
Alcántara es una estación ferroviaria que forma parte de la Línea 1 de la red del Metro de Santiago de Chile. Se encuentra subterránea, entre las estaciones El Golf y Escuela Militar. Se ubica en la Avenida Apoquindo a la altura del 3.800, en la comuna de Las Condes.

## Características y entorno
Presenta un flujo moderado de pasajeros, a excepción de la mañana, donde los trenes se vacían parcialmente ya que muchos pasajeros prefieren realizar transbordo con buses de la Red Metropolitana de Movilidad, en lugar de realizarlo en Escuela Militar. El Metro de Santiago ha sugerido a sus usuarios realizar el transbordo en Alcántara para evitar las aglomeraciones que se realizan en Escuela Militar. La estación posee una afluencia diaria promedio de 14 145 pasajeros.
En el entorno inmediato de la estación, se encuentra las embajadas de Corea del Sur, República Checa, Líbano, Australia, Finlandia y de Nueva Zelandia, un club de golf, la sede nacional de UNICEF, y la Ilustre Municipalidad de Las Condes.

### Accesos
| Acceso | Intersección                   |
| ------ | ------------------------------ |
| A      | Av. Apoquindo con Las Torcazas |
| B      | Av. Apoquindo con Alcántara    |

## MetroArte
En 2013 la estación fue decorada con tres murales procedentes de Turquía, donado por la fundación Iznik que se dedica a recuperar la técnica de creación de azulejos de los tiempos del Imperio otomano. Dos murales, uno instalado en la pared norte y el otro en la sur, "reprensentan las dos orillas de Estambul", el europeo y el asiático, explicó el director ejecutivo de MetroArte, Javier Pinto. Se escogió esta estación para alojar los murales debido a que cerca se encuentra el monumento a Mustafa Kemal Atatürk, el primer presidente turco.
En 2018 se inauguró el mural Alma Geométrica de la muralista Jennifer Díaz en las paredes exteriores de los ascensores de acceso de la estación.

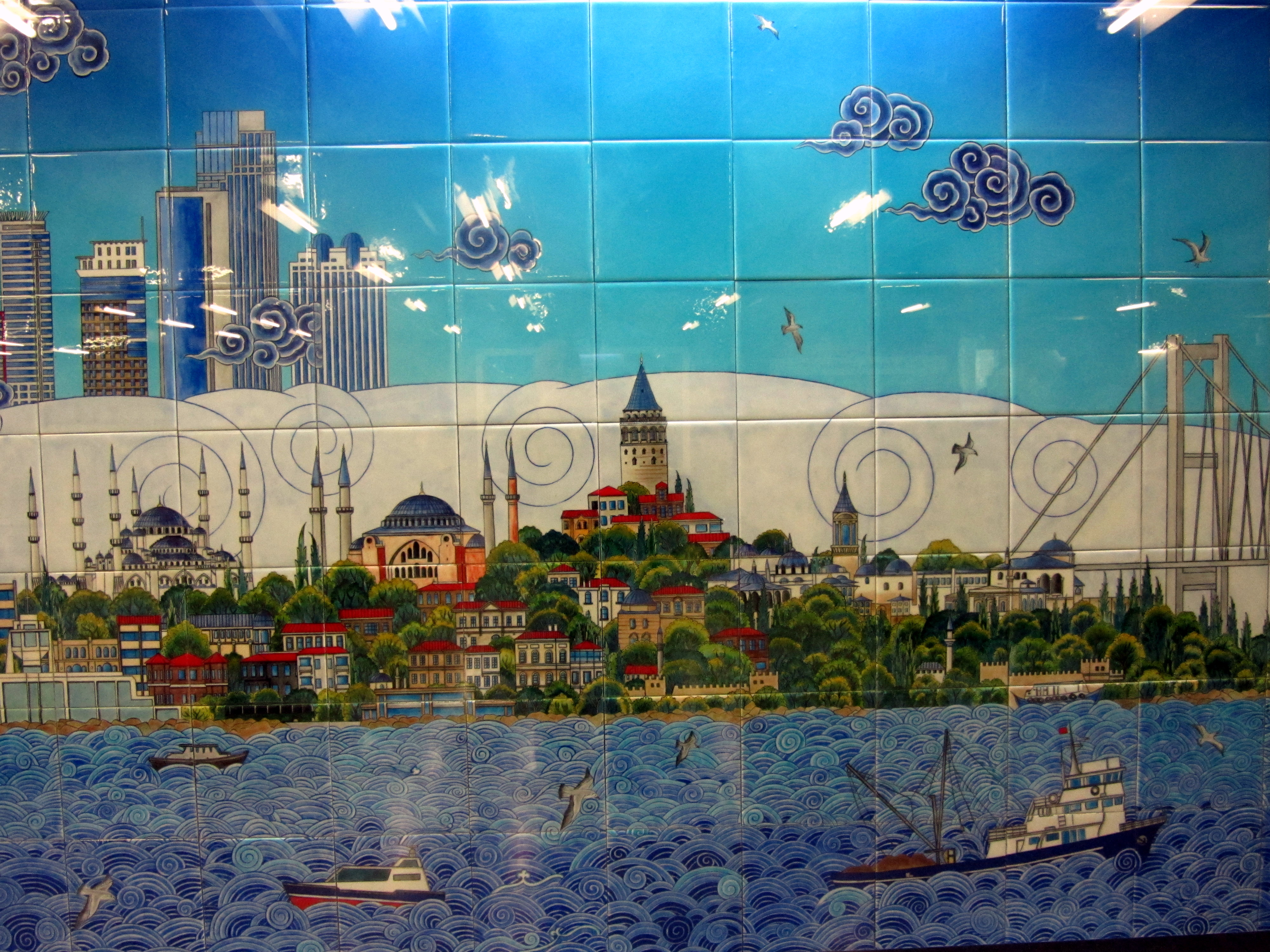
Vista de Estambul desde el mar de Mármara. Asia.
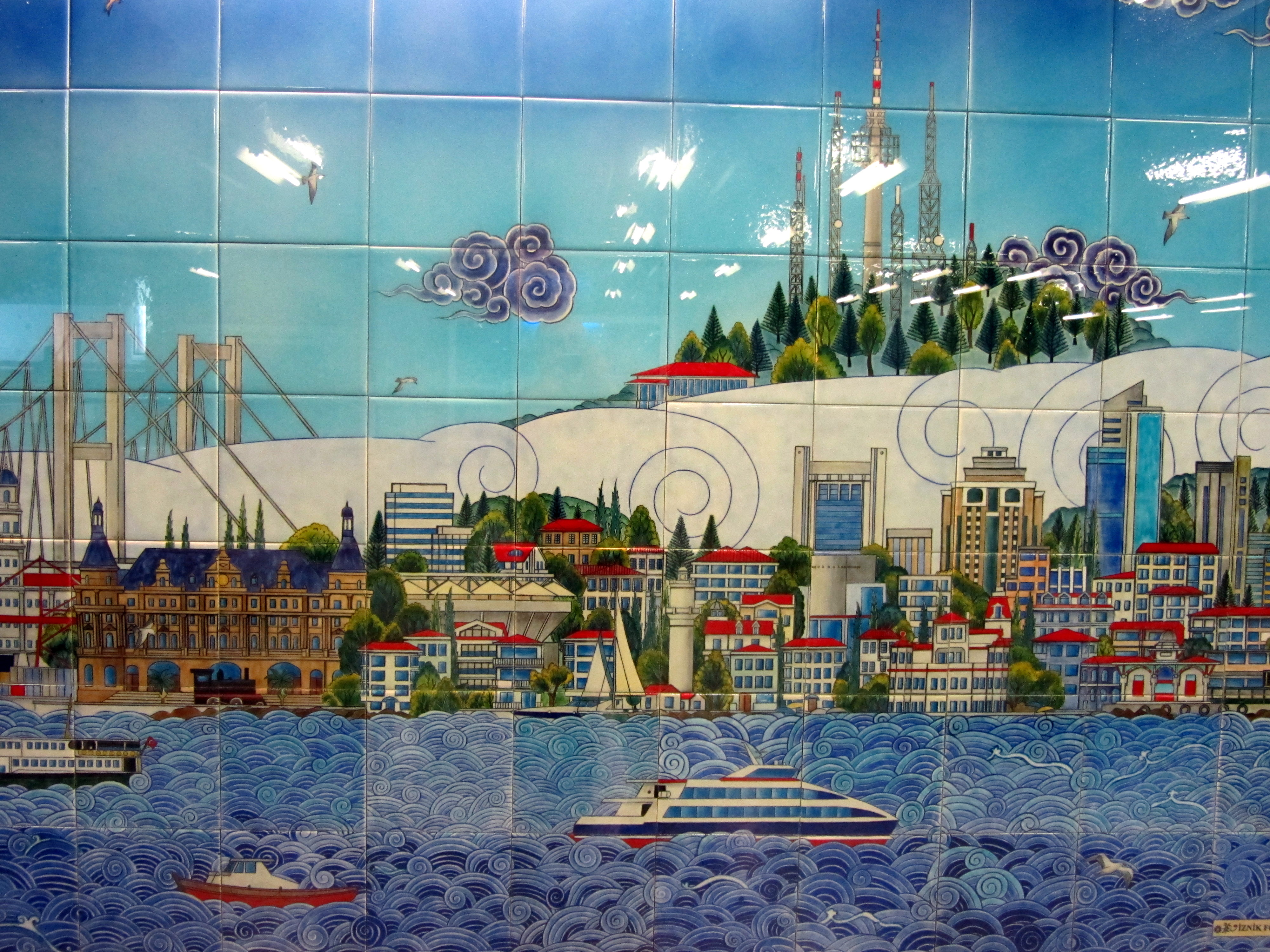
Vista de Estambul desde el mar de Mármara. Europa.

## Origen etimológico
El nombre de la estación proviene de la avenida Alcántara, ubicada sobre la estación; la palabra misma es de origen árabe, y en esa lengua significa el puente ( القنطرة). Esta calle fue trazada con este nombre cuando la zona era todavía el fundo San Pascual de Gertrudis Echeñique, viuda del presidente Federico Errázuriz Echaurren.

Antiguo símbolo con que se identificó a la estación.
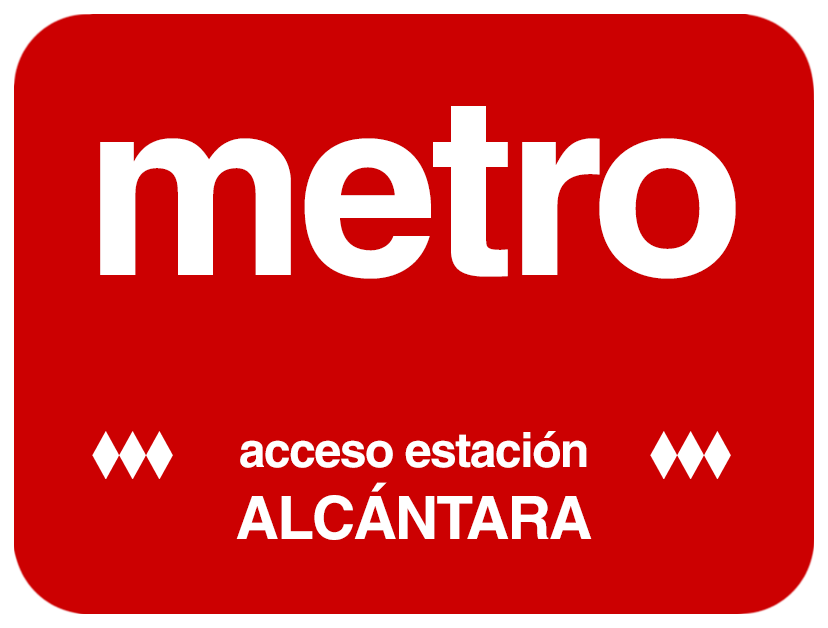
Letrero utilizado en los accesos a la estación hasta 1997.
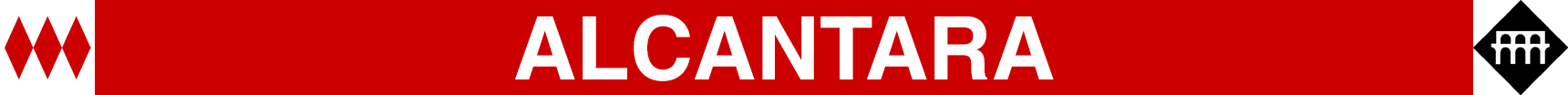
Cenefa antigua utilizada en los andenes.
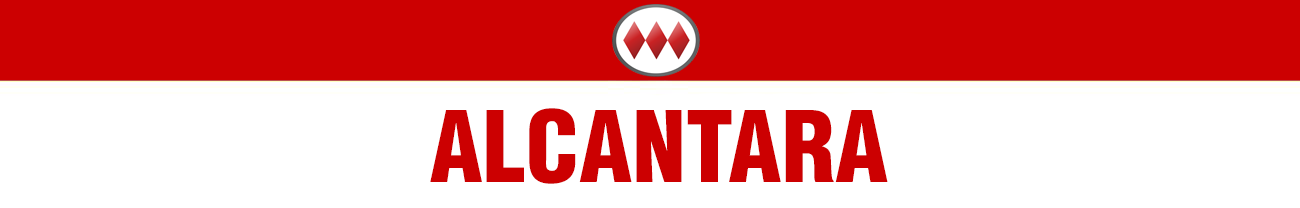
Cenefa utilizada actualmente en los andenes de la Línea 1.
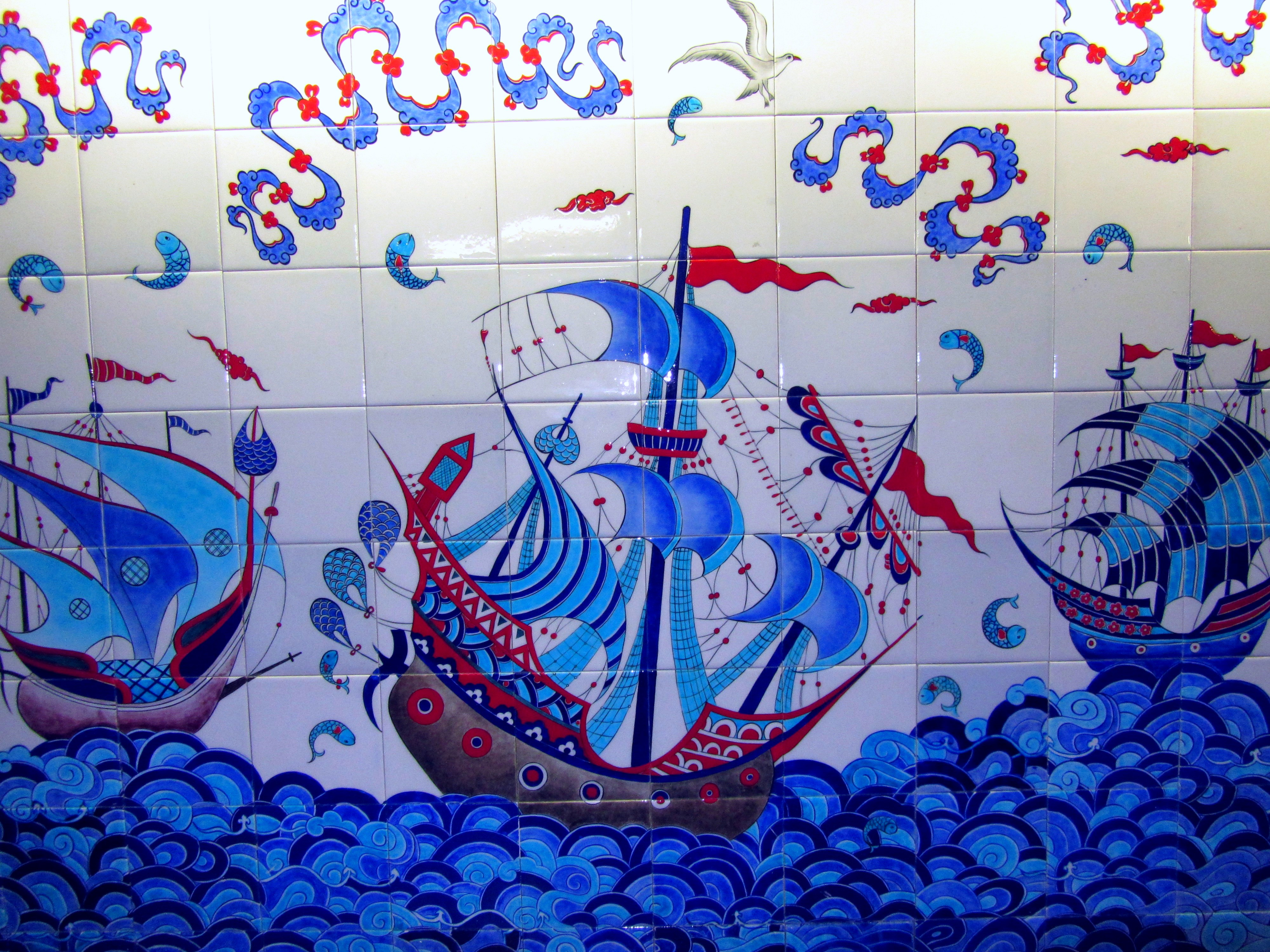
Mural del mar de Mármara a la entrada de la estación.

## Conexión con Red Metropolitana de Movilidad
La estación posee 2 paraderos de la Red Metropolitana de Movilidad en sus alrededores, los cuales corresponden a:
| Paradero                         | Recorridos |
| -------------------------------- | --- |
| Parada / Metro Alcántara (PC158) | 401 (Las Condes) - 406 (Cantagallo) - 407 (Las Condes) - 421 (San Carlos de Apoquindo) - 426 (La Dehesa) - 430 (La Dehesa) |
| Parada / Metro Alcántara (PC184) | 401 (Maipú) - 406 (Pudahuel) - 407 (Enea) - 421 (Maipú) - 426 (Pudahuel) - 430 (Quilicura)                                 |